# Podkumok
Podkumok (ros. Подкумок) – rzeka płynąca przez Kraj Stawropolski w Rosji. Jej źródła znajdują się w Wielkim Kaukazie (góra Гум-Баши). Uchodzi do Kumy. Ma długość 155 km.
Najważniejsze miasta leżące nad Podkumokiem to Kisłowodzk, Jessentuki, Piatigorsk, Gieorgijewsk oraz osiedle typu miejskiego Goriaczewodskij.